# 全票制
全票制又稱「全額連記制」或「多議席多票制」，指選民最多可選擇與議席數量相同候選人的投票制度。全票制可細分為簡單全票制（plurality-at-large）及排序全票制（preferential bloc voting），分別在於後者包括了投票者對候選人的優先選擇次序。

## 例子

### 簡單全票制
假設某選區有三個席位，七名候選人，選舉有1500名選民投票，每名選民選擇了最多三名候選人。結果如下：
甲：1,250　乙：800　丙：650　丁：600　戊：500　己：400　庚：300
勝出者為甲、乙和丙。

### 排序全票制
選民在選票上把候選人按自己的選擇排優先次序，計票時，最少人選為首選的人被淘汰，其得票按排序複選制的原理分配給餘下的候選人，取得過半數票的候選人當選，其選票亦按排序複選制的方式分配給其他候選人。計票程序按此進行下去，直至選出所有議席。 

## 應用
在香港，全票制應用於現時選舉委員會分組界別選舉、香港立法會勞工界功能界別的議席以及選舉委員會功能界別的議席。2023年起各區議會的間選議席也採用全票制。
 中华人民共和国选举的各级人民代表大会也采用简单全票制，但又结合了两轮选举制：第一轮选举中，得票过半数者当选。若过半数者超过应选人数，得票多者当选，不举行第二轮选举。若过半数者不足应选者人数，取得票前列若干人举行第二轮选举，得票多且过底线者当选。
在1900年改用比例代表制前，比利时议会两院选举即用此制度。
 巴西聯邦參議院每八年的三分之二議席更換選舉。
 加拿大眾多地方政府選舉及在艾伯塔省的參議院推薦選舉。